# Попхын (Силла)
Попхын (хангыль 법흥왕, ханча 法興王, правил в 514—540) — 23-й ван Силла, одного из трёх государств Корейского полуострова, сын и наследник вана Чиджына. Личное имя — Вончжон. Его мать звали Ёнчже-пуин; супругой короля называют Подо-пуин из рода Пак. Посмертное имя Попхын означает «Взлёт [буддийского] Закона».

## Административные реформы
В правление Попхына начались радикальные реформы, направленные на централизацию государства и китаизацию управленческого аппарата и культуры в целом. Первой из них стало учреждение в 517 году Военного Ведомства (Пёнбу), которое теперь управляло регулярной армией. В 520 году были изданы письменные законы по китайскому образцу — юллён (ханча 律令), которые способствовали формированию структуры рангов для чиновников и администраторов. В том числе король установил правила употребления алого и пурпурного цвета в одежде.
Как и правитель Когурё король теперь именуется «великим государем» (тэван). Совет Знати возглавил «первый министр» (сандэдын): эта должность появилась в 531 году С 536 года Попхын вводит собственный «девиз правления» (кор. ёнхо) по китайскому образцу, претендуя, таким образом, на равенство своего государства с Китаем. Попхын выбрал девиз конвон (Основание эры).
Некогда полунезависимые родоплеменные объединения, пу (бу) теперь довольно быстро превращаются в административные районы столицы; принадлежность к ним теперь уже могла не определяться родственными связями. В состав новой администрации легче было включить знать вновь присоединённых к Силла владений. Так, согласившийся на добровольное присоединение к Силла Кухён, правитель каяского государства Кымгван, был приписан ко второму по значению пу, Сарянбу, к которому относилась и семья правящего вана. Его земли были сохранены за ним как наследственная собственность клана (сигып), а его сын Мурёк дослужился до первого (наивысшего) ранга. Поскольку чиновничество, прежде всего столичное, состояло исключительно из выходцев из шести бу, возможность быть причисленным к одному из кланов должна была казаться привлекательной для провинциальных аристократов и способствовать консолидации государства.

## Внешняя политика
В 521 году Силла установила дипломатические отношения с китайской династией Лян. Попхын боролся за присоединение каяских общин — как дипломатическими, так и военными средствами. В 522 году он выдал замуж за правителя Кая девушку из королевского рода Ким. Значительным успехом Силла было присоединение государства Кымгван, или основной Кая (Понкая), в 532 году Летописи сообщают, что в этом году «прибыл и отдался под власть [Силла] глава кымгванского государства Ким Гухэ с супругой и тремя сыновьями: старшего из них звали Ноджон, среднего — Мудок и младшего — Мурёк, а также со всеми сокровищами казны. Ван принял их согласно обычаям и пожаловал им высшие чины, а их исконную землю превратил в кормовое владение — сигып».

## Принятие буддизма
Буддизм способствовал созданию единой идеологии в централизованном государстве; другие корейские королевства (Когурё и Пэкче) приняли буддизм ещё в IV веке. Буддизм давал Силла более выгодное положение на международной арене, прежде всего с отношениях с китайской династией Лян. В королевстве буддийские общины существовали уже с конца V века.: по преданию, в правление Нульчжи-вана монах по имени Мохуцзы вылечил заболевшую королеву.
Изначально Попхын-ван придерживался традиционных верований: в 516 году он «лично принёс жертвы в святилище местных божеств», которые (судя по тому, что позднейшие буддистские авторы опускают упоминания об этом) предполагали убийство животных или даже людей. Уже в начале 520-х Попхын-ван предпринял несколько попыток уговорить Совет Знати согласиться на принятие буддизма, но аристократия противилась такому решению.
В 527 году сторонники буддизма начали строительство буддийского храма в священном Лесу Небесного Зеркала (Чхонгённим): это было сделано с согласия Попхына. Знать потребовала наказания за кощунство, и один из верующих буддистов, чиновник из клана Пак по имени Ичхадон (другой вариант записи этого имени — Ёмчхок), принял вину на себя: он якобы убедил Попхына, что в ходе казни обязательно свершится чудо, которое поможет обратить неверующих. Когда мученику отрубили голову, из шеи брызнула кровь молочного цвета, а согласно более поздним преданиям, его голова улетела на священную гору Кымган. Отчасти это событие, видимо, помогло сломить сопротивление знати. Но строительство первого в Силла большого буддистского храма Хыннюнса, было начато лишь восемь лет спустя, в 535 году и завершено в 544 году. Возможно, это связано с кончиной в 534 году крупного аристократа — сандэдына Чхольбу, назначенного Попхыном в 531 году. Назначение его преемника в документах не зафиксировано; можно предположить, что Чхольбу принадлежал к числу влиятельных противников буддизма.

## Смерть и погребение
Согласно некоторым источникам, в конце жизни Попхын отказался от престола и ушёл в монахи. Его посмертное имя буквально означает «подъём [буддийского] закона». Попхын стал первым королём, который был погребён на окраине, а не в центре города: его похороны состоялись по буддийскому обычаю — путём кремации.
У Попхына не осталось сыновей: ему наследовал внук, Чинхын, сын дочери Попхына, Чисо, которая вышла замуж за своего дядю Ипчона.